# كريم أباد (نازلو)
كريم أباد هي قرية في مقاطعة أرومية، إيران. عدد سكان هذه القرية هو 499 في سنة 2006.